# 楊汪
楊 汪（よう おう、生年不詳 - 621年）は、北周から隋にかけての儒学者・官僚。字は元度。本貫は弘農郡華陰県。

## 経歴
儀同三司の楊琛の子として生まれた。少年のころは凶暴粗野で、人と集団の喧嘩をするのを好んだ。拳で殴打されては、転倒しないことがなかった。成長すると学問につとめるようになり、専ら『春秋左氏伝』に詳しくなり、三礼にも通じた。北周の冀王侍読を初任とし、冀王宇文絢に重んじられた。宇文絢はことあるごとに「楊侍読は仁徳功業がすぐれて深く、わたしにとっての穆生といえる人物である」といっていた。その後、楊汪は礼を沈重に学び、『漢書』の講義を劉臻に受けた。ふたりの師は楊汪を推挙して、「わたしはかれに及ばない」といった。このため名を知られるようになり、楊汪は夏官府都上士に累進した。大象2年（580年）、楊堅が丞相に上ると、楊汪は召し出されて知兵事となり、掌朝下大夫に転じた。
開皇元年（581年）、隋が建国されると、楊汪は平郷県伯の爵位を受けた。司勲侍郎・兵部侍郎・秦州総管長史を歴任した。尚書左丞に転じたが、事件に連座して免官された。後に荊州長史・洛州長史を歴任し、仕事に暇ができるたびに、生徒たちに儒学を講義した。数年後、文帝（楊堅）が諫議大夫の王達に「卿はわたしのために尚書左丞にふさわしい人物を探してほしい」といった。王達はひそかに楊汪に「わたしは君を尚書左丞に推薦しようと思う。もし事が果たされたなら、君は良田でわたしに報いてくれ」といった。楊汪が王達の言ったことを奏上すると、王達は罪に問われた。楊汪は再び尚書左丞に任じられた。
仁寿4年（604年）、煬帝が即位すると、楊汪は大理卿を代行した。1年あまりして、楊汪は国子祭酒に任じられた。煬帝は官僚たちに就学させ、楊汪と講論させた。儒学に通じた碩学たちが多く集められ、楊汪を論難しようとしたが、みな楊汪を言い負かすことはできなかった。煬帝が御史に命じてその問答を書き取らせ上奏させると、これを喜んで、楊汪に良馬1匹を賜った。大業年間、楊汪は銀青光禄大夫の位を受けた。
大業9年（613年）、楊玄感が黎陽で反乱を起こすと、賛治の裴弘策が軍を出して反乱軍を防いだが、敗北した。裴弘策が退却し、楊汪に会うと人をしりぞけて語りあった。ほどなく東都留守の樊子蓋が裴弘策を斬り、裴弘策と楊汪の密談のことを上奏した。煬帝はこのことを疑って、楊汪を梁郡通守に左遷した。大業13年（617年）、李密が東都洛陽に迫ると、その仲間がたびたび梁郡に進攻するようになった。楊汪は兵を率いてこれを阻み、幾度もこれを撃退した。
大業14年（618年）、煬帝が死去し、王世充が越王楊侗を皇帝に擁立すると、楊汪は王世充に召し出されて吏部尚書に任じられた。皇泰2年（619年）、王世充が帝号を称すると、楊汪はそのまま事務に用いられた。武徳4年（621年）、王世充が唐に降ると、楊汪は凶党として処刑された。

## 伝記資料
- 『隋書』巻56 列伝第21
- 『北史』巻74 列伝第62